# Woofer

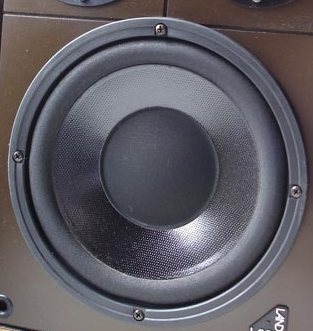
Un tipico Woofer

Viene definito woofer un altoparlante progettato per riprodurre le frequenze basse della gamma audio (comprese tipicamente fra i 60 e i 250 Hz) in unione ad altri altoparlanti destinati a riprodurre la gamma rimanente. Solitamente viene accompagnato da almeno un tweeter, ottimizzato per riprodurre l'estremo alto, o medio alto, della gamma acustica, in sistemi di altoparlanti a due vie. In sistemi di altoparlanti più complessi, tre o più vie, compare anche il midrange, progettato per riprodurre le frequenze della gamma media. 
Gli altoparlanti sono di norma montati e cablati in un'unica cassa, detta diffusore acustico.
Esistono diverse modalità di accoppiare il woofer al mobile, sia come unità singola o in unione ad altri woofer, solitamente identici tra loro. I sistemi più popolari sono la sospensione pneumatica, il bass reflex, il reflex passivo, il carico simmetrico, il labirinto acustico e la tromba.

## Descrizione
La caratteristica principale è di avere dimensioni e peso maggiori degli altri trasduttori, generalmente è conformato a cono, di diametro piuttosto grande, e con un equipaggio elettromeccanico avente buone doti di robustezza, costituito da una bobina in filo di rame o alluminio di adeguata sezione, e da un potente magnete, in grado di fornire l'adeguato flusso magnetico per i veloci ed ampi spostamenti assiali della bobina solidale al cono. La ragione di questo maggior dimensionamento rispetto agli altri due, è dovuto al fatto che più si scende in frequenza e più energia occorre per avere la stessa intensità sonora, (decibel). In un impianto ad alta fedeltà, per brevi istanti, durante i veloci transitori del suono della grancassa o di grandi tamburi, questo trasduttore deve dissipare potenze dell'ordine dei kilowatt. Il compito principale del woofer è spostare l'aria, quindi più il woofer è grande, minore sarà lo sforzo dell'altoparlante nel produrre le frequenze basse.
Il cono è realizzato nei materiali più diversi: carta, resine plastiche, leghe metalliche, fibra di carbonio. Il cono è sospeso da un vincolo elastico e il sistema costituisce un sistema meccanico oscillante, con oscillazioni forzate dal segnale elettrico applicato al motore magnetico assiale. La risonanza meccanica del sistema è smorzata dagli attriti presenti ed è associata alla frequenza di risonanza in aria fs.
Il materiale del cono deve contemporaneamente soddisfare esigenze di leggerezza, di robustezza e rigidità strutturale e di smorzamento viscoelastico delle risonanze meccaniche proprie della membrana, parassite in quanto generatrici di singolarità e di distorsione.
Considerando le dimensioni relativamente grandi del cono, questo obiettivo risulta piuttosto impegnativo. Per ottenere la massima rigidità dell'intero trasduttore, i migliori woofer a cono, hanno il cestello realizzato in alluminio pressofuso, e il loro peso raggiunge decine di chilogrammi. Esistono woofer che inglobano assialmente anche il midrange e il tweeter, questo altoparlanti vengono definiti "a gamma intera", celebri sono le realizzazioni dei costruttori anglosassoni Tannoy e KEF. Non esiste una normativa o uno standard che permetta di classificare questo tipo di altoparlante, pertanto vengono chiamati impropriamente woofer anche i piccoli trasduttori contenuti nelle "casse" in dotazione ai riproduttori mp3 e ai personal computer.
Esistono sul mercato woofer non configurati a cono, ad esempio il costruttore statunitense Magnepan, per i propri diffusori definiti isodinamici, utilizza woofer e midrange, costituiti da sottili membrane piane in (mylar), poste tra magneti permanenti, la bobina è realizzata con un filo di alluminio, incollato con un percorso a greca su tutta la superficie, il principio di funzionamento è analogo ad un altoparlante a cono.